# Urs Dellsperger
Urs Dellsperger né le 15 septembre 1963 à Berne en Suisse est un duathlète professionnel, quadruple champion d'Europe de duathlon de 1993 à 1996 et champion du monde de duathlon longue distance en 1997.

## Biographie
Urs Dellsperger remporte les premiers championnats du monde de duathlon organisé par la Fédération internationale de triathlon (ITU). Le Powerman de Zofingen sert de support à la compétition.

## Palmarès
Le tableau présente les résultats les plus significatifs (podium) obtenus sur le circuit international de duathlon depuis 1991.
| Année | Compétition                                       | Pays        | Position           | Temps           |
| ----- | ------------------------------------------------- | ----------- | ------------------ | --------------- |
| 1997  | Powerman Duathlon                                 | Suisse      | Médaille d'or      | 6 h 30 min 8 s  |
| 1997  | Championnats du monde de duathlon longue distance | Suisse      | Médaille d'or      | 6 h 30 min 8 s  |
| 1997  | Powerman Autriche                                 | Autriche    | Médaille d'or      | 3 h 14 min 6 s  |
| 1996  | Powerman Duathlon                                 | Suisse      | Médaille d'argent  | 6 h 50 min 25 s |
| 1996  | Championnats d'Europe de duathlon                 | Portugal    | Médaille d'or      | 1 h 51 min 41 s |
| 1995  | Powerman Duathlon                                 | Suisse      | Médaille d'or      | 6 h 59 min 45 s |
| 1995  | Championnats d'Europe de duathlon                 | Hongrie     | Médaille d'or      | 1 h 53 min 33 s |
| 1995  | Championnats du monde de duathlon                 | Mexique     | Médaille d'argent  | 1 h 43 min 38 s |
| 1994  | Championnats d'Europe de duathlon                 | Finlande    | Médaille d'or      | 2 h 37 min 14 s |
| 1994  | Championnats du monde de duathlon                 | Australie   | Médaille d'argent  | 1 h 50 min 7 s  |
| 1993  | Championnats d'Europe de duathlon                 | Allemagne   | Médaille d'or      | 2 h 44 min 26 s |
| 1993  | Championnats du monde de duathlon                 | États-Unis  | Médaille d'argent  | 1 h 28 min 45 s |
| 1992  | Championnats d'Europe de duathlon                 | Espagne     | Médaille de bronze | 1 h 21 min 9 s  |
| 1991  | Championnats d'Europe de duathlon                 | Royaume-Uni | Médaille d'argent  | 1 h 19 min 41 s |